# Fliegerstaffel 4
Die Fliegerstaffel 4 war eine zuletzt mit Dassault Mirage IIIRS Kampfflugzeugen ausgerüstete Fliegerstaffel der Schweizer Luftwaffe. Ihre Heimatbasis bei der Auflösung war der Militärflugplatz Payerne. Die Fliegerstaffel 4 trug zuletzt das Abzeichen aller AMIR (AMIR = Aufklärer Mirage), einen Falkenkopf mit blauen Halsfedern auf weissem Grund. Der Schnabel ragt über das runde Staffalabzeichen heraus, über dem Falkenkopf steht die rote Ziffer 4. Bis auf die Ziffer 4 ist das Abzeichen Identisch mit dem AMIR Abzeichen der Fliegerstaffel 10 und der Fliegerstaffel 3.

## Geschichte

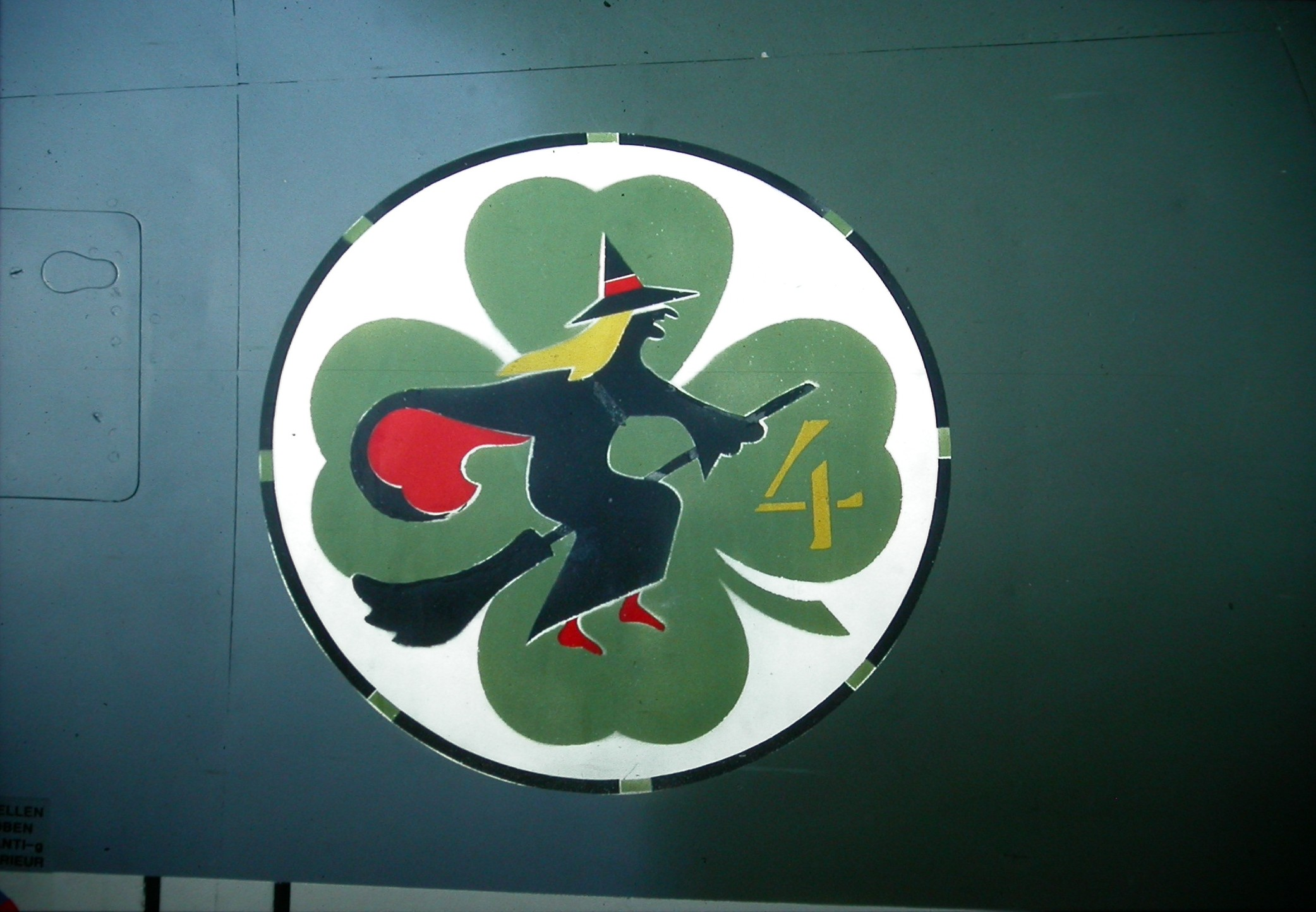
Altes Staffelabzeichen der Fliegerstaffel 4 bis 1991

Die Gründung erfolgte im Zweiten Weltkrieg unter der Bezeichnung Fliegerkompanie 4. Ab 1940 setzt die Fliegerkompanie 4 Flugzeuge vom Typ Morane ein.
Ab 1943 leistet die Fliegerkompanie 4 Aktivdienst auf dem Militärflugplatz Frutigen. Im Jahr 1945 wurde während einer Reorganisation das Fliegende Personal der Fliegerkompanie 4 in die neu geschaffene Fliegerstaffel 4 umgeteilt. Ab 1954 wechselte die Fliegerstaffel 4 auf die Jetkampfflugzeuge De Havilland DH.100 Vampire und De Havilland DH.112 Venom. Der Militärflugplatz St. Stephan wurde die neue Heimatbasis der Fliegerstaffel 4.
Im Jahr 1975 wurden die Hawker Hunter die neuen Flugzeuge der Fliegerstaffel 4 und der Militärflugplatz Turtmann die Heimatbasis.
Die Fliegerstaffel 4 gab die Hawker Hunter 1991 ab und wurde temporär aufgelöst. Im Jahr 1992 erfolgt die Reaktivierung als Aufklärerstaffel 4. Die Mirage lllRS Aufklärungsflugzeuge, welche zuvor alle bei der Staffel 10 im Einsatz waren, wurden nun auf die zwei weiteren Standorte aufgeteilt, auf welchen die Staffel 10 schon zuvor Ableger betrieben hatte. Deshalb wechselte auch das Staffelabzeichen der Vierer auf das bis auf die Nummer 4 identische Abzeichen der Staffel 10. Heimatbasis war nun der Militärflugplatz Payerne. 
Im Jahr 2000 wurde die Aufklärerstaffel 4 aufgelöst, respektive in die Aufklärerstaffel 10 integriert.

## Flugzeuge
- Morane D-3801
- de Havilland DH.100 Vampire
- de Havilland DH.112 Venom
- Hawker Hunter
- Dassault Mirage IIIRS

## Belege
- Hermann Keist FlSt4
- Christophe Donnet: Hunter fascination. Schück, Adliswil 1995, ISBN 3-9520906-0-3